# Graphzine

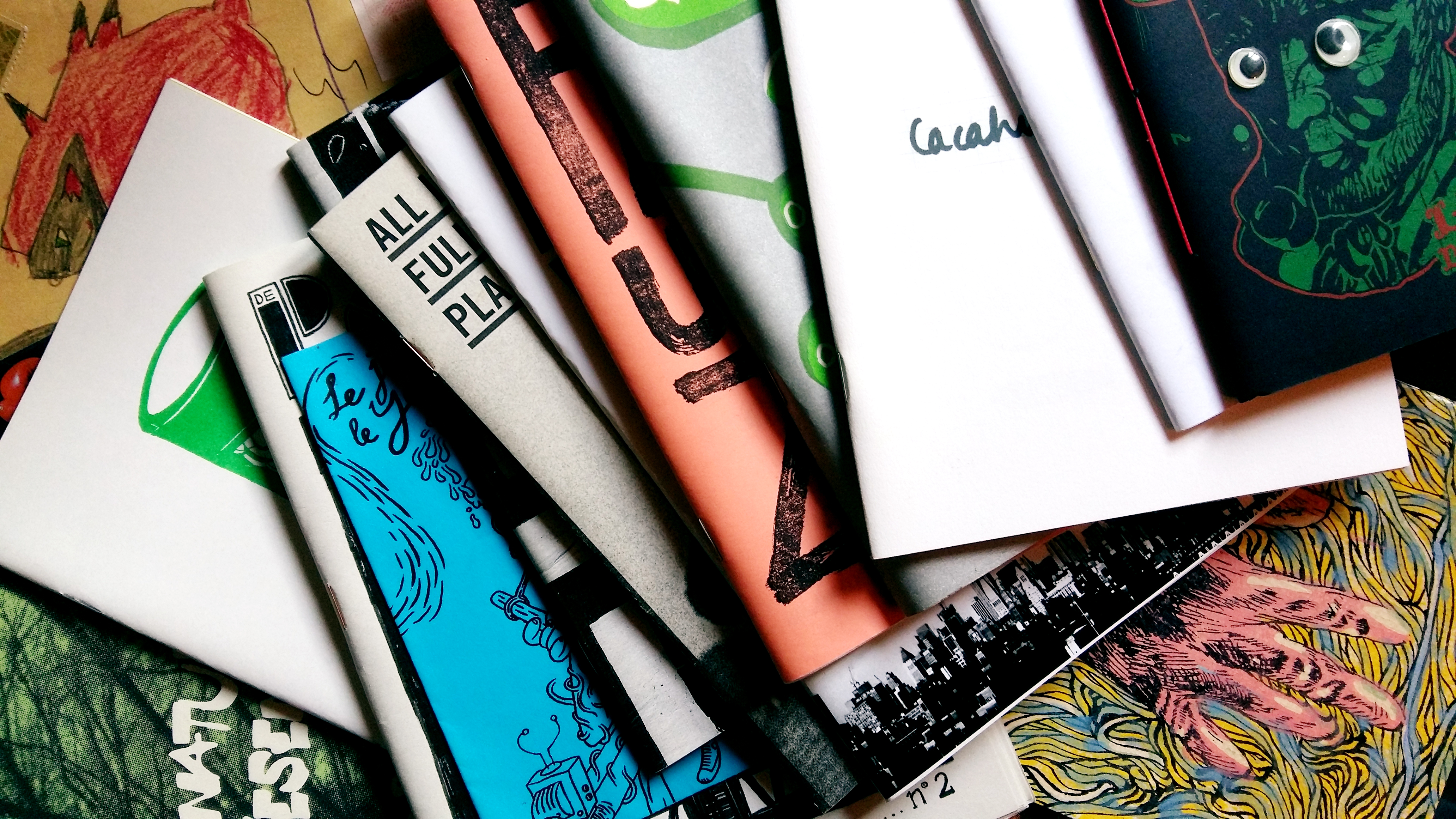
Une collection personnelle de graphzines de pays divers (Japon, France, Espagne, Norvège, États-Unis).

Un graphzine est, comme son nom le laisse entendre, un ouvrage autoproduit ou "zine" au contenu essentiellement graphique. Les éléments textuels, s'ils existent, sont conçus de manière graphique ou intégrés dans les images. Le fil narratif entre les images, contrairement aux bandes dessinées classiques, n'est le plus souvent pas présent. Le graphzine n'est pas réductible au fanzine. Alors que le fanzine, au sens précis de ce terme, est un "zine" de "fan" consacré à un sujet particulier (comme la science-fiction, le rock ou n'importe quel sujet), le graphzine vaut pour lui-même, comme événement graphique, sans être relatif à un sujet donné. Lorsqu'un graphzine est organisé selon un thème principal, ce qui arrive parfois, celui-ci n'est alors qu'un prétexte pour une expression graphique.
Depuis le milieu des années 1980, de nombreux graphzines sont imprimés  en sérigraphie et se rapprochent alors du livre d'artiste. Cf: Dernier Cri, Bongoût, l’Apaar (ou A.P.A.A.R.), Coco Bel Œil (ou CBO).

## Description
Typiquement imprimés en petits tirages à l'aide de moyens accessibles aux amateurs (sérigraphie, photocopie, ronéo, pochoir, risographie), reliés à la main et diffusés par quelques librairies spécialisées dans les productions alternatives, ces ouvrages graphiques contiennent des illustrations, parfois des bandes dessinées. On les rattache à l'origine souvent au mouvement punk, dont la naissance dans les années 1970 est plus ou moins contemporaine de celle des graphzines.
À part ses techniques d'impression, le graphzine constitue un champ d'expérimentation pour des formats atypiques et des matières d'impression inédites. Les dessins échappent aux conventions réalistes ou esthétiques des illustrations de presse. De la même manière, les thématiques vont souvent à l'encontre des tabous et il est fréquent de trouver des images qui font référence à la violence, à la sexualité, au monde des rêves ou à des émotions telles que la tristesse, la haine ou le dégoût. Les critiques de l'aliénation et du consumérisme de la société actuelle sont aussi présentes.
Puisque les tirages des graphzines sont souvent réduits, voire confidentiels, et que leurs auteurs prennent rarement le soin du dépôt légal, la collecte de ces publications dépend du bon vouloir des amateurs. Cependant, la Bibliothèque nationale de France mène une politique active d'acquisition de graphzines. Les graphzines consacrés à la photographie sont également appelés photozines.

## Quelques exemples
- Elles Sont De Sortie, par Pascal Doury et Bruno Richard (à partir de 1977).
- Placid et Muzo, par Placid et Muzo (dès 1980).
- Peltex, par Dominique Leblanc et Michèle Boutillier (dès 1981).
- Ljmite, par Philippe Billé (dès 1982).
- Toi et Moi pour Toujours par Camille Philibert et Jacques-Élie Chabert (dès 1982).
- INFRArot par DeePee (dès 1983)[7].
- Qui ? Résiste, par Pierre di Sciullo (1983).
- Blank, par OX (1983)[8].
- Gabor Kao où, parmi d'autres élèves de l'école Olivier de Serres, Michel Gondry a publié ses premiers dessins (1983).
- Au Sec !, par Toffe et Gerbaud (1984).
- Croquemitaine (1985) et Corpsmeat, deux ouvrages collectifs en sérigraphie publiés par l’Association Pour Adultes Avec Réserves [A.P.A.A.R.], avec notamment Hervé Di Rosa, Charles Burns, Savage Pencil, Marc Beyer, Marc Caro, Placid, Olivia Clavel.
- Sortez la chienne, publié par Jean-Jacques Tachdjian (1986).
- Basic, par Dioxine, Jissé, Plastic Gun, Y5/P5 (1986)[9].
- Chacal Puant, publié par Stéphane Blanquet (dès 1990).
- ouvrages par Le Dernier Cri, édités par Paquito Bolino et Caroline Sury (dès 1993).
- ouvrages en sérigraphie publiés par Bongoût (Gfeller+ Hellsgård), dès 1995 à Strasbourg, puis à Berlin.